# Teatro Giuseppe Verdi (Triëst)

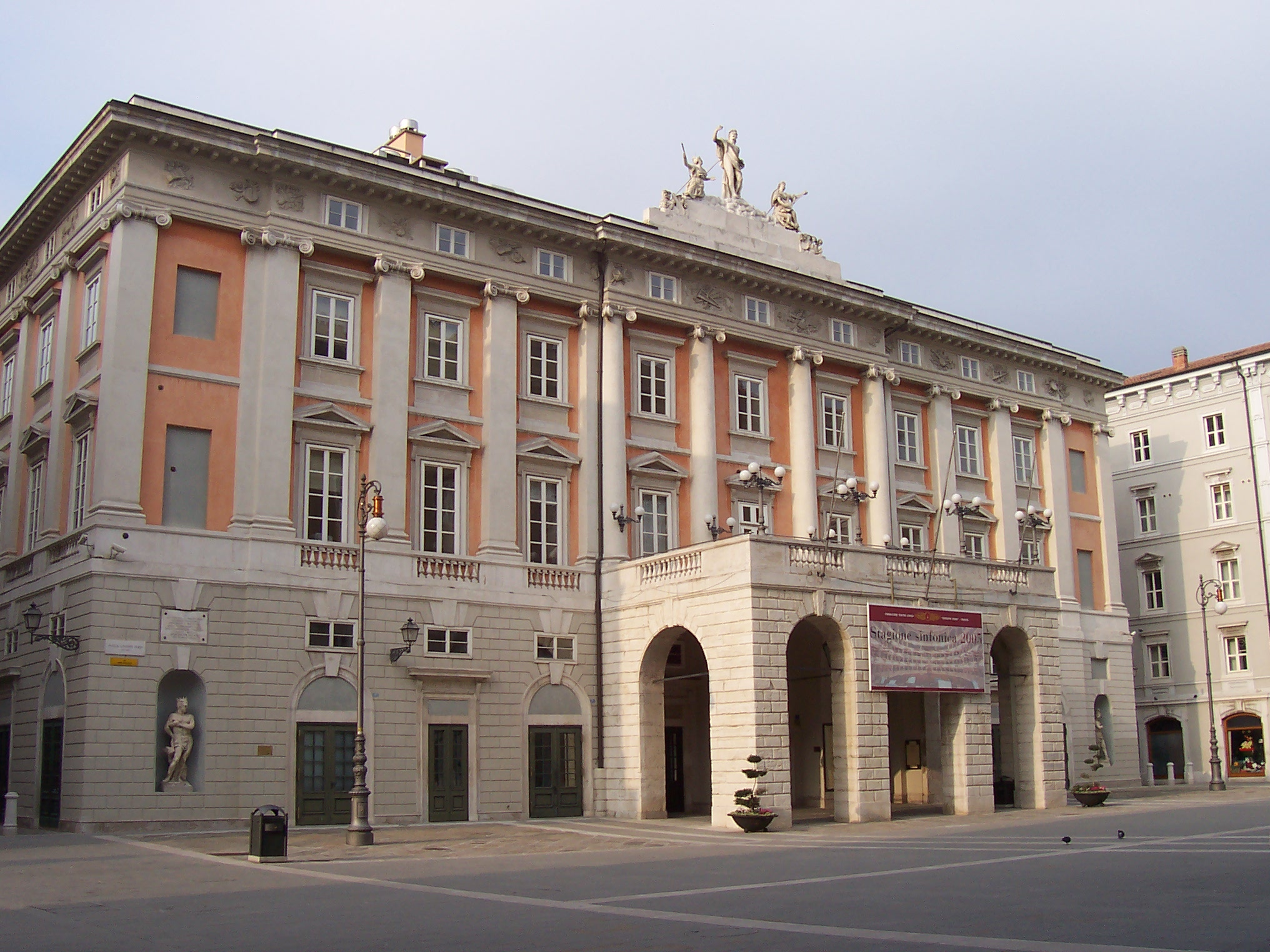
Vooraanzicht van het Teatro Lirico Giuseppe Verdi

Het Teatro Lirico Giuseppe Verdi is een operagebouw aan het Piazza Giuseppe Verdi (ook wel: Piazza del Teatro) in Triëst (Italië), vernoemd naar de componist Giuseppe Verdi. Er worden opera's getoond, concerten en balletvoorstellingen gegeven. Sinds de zestiger jaren is er 's zomers een 'International Festival of Operetta'.

## Geschiedenis
Het theater werd door Matteo Pertsch eind achttiende eeuw gebouwd in een neoclassicistische stijl. De opdrachtgever was een particulier. Het doet sterk denken aan het Teatro alla Scala in Milaan en aan het La Fenice in Venetië. De klok met toren is geïnspireerd op het Louvre.
Het theater werd ingewijd op 21 april 1801 met de uitvoering van Johann Simon Mayrs Ginevra di Scozia. Het theater kreeg oorspronkelijk de naam Teatro Nuovo en was met 1.400 plaatsen bedoeld als vervanging van het kleinere, 800 plaatsen tellende, "Cesareo Regio Teatro di San Pietro".
Het theater heeft verschillende namen gehad. Na het oorspronkelijke Teatro Nuovo werd het in 1821 omgedoopt tot Teatro Grande. Twee van Verdi’s opera’s beleefden er hun première: in 1848 Il corsaro (met de sopraan en latere echtgenote van Verdi, Giuseppina Strepponi), en in 1850 Stiffelio, een productie die onder toezicht stond van Verdi zelf – en niet zonder controverse was. Al voor deze premières domineerden de opera’s van Verdi het toneel van het Teatro Grande; later verschenen er ook al de belangrijke werken van Giacomo Puccini en Richard Wagner op het toneel.
In 1861 veranderde het theater opnieuw van naam, nu in Teatro Comunale, als gevolg van de overgang van private naar publieke eigendom. In 1881 werd door het gebruik van staanplaatsen de capaciteit uitgebreid naar 2.000 zitplaatsen. Later dat jaar werd het echter onveilig verklaard en gesloten voor de nodige renovaties; de gasverlichting werd vervangen door elektrische; het theater opende daarna met 1.000 zitplaatsen, derhalve minder dan het oorspronkelijke aantal.
Kort na de dood van Verdi in januari 1901 werd het theater naar hem vernoemd om hem zo eer te bewijzen. Na een grondige renovatie tussen 1992 en 1997 opende het theater andermaal zijn deuren, nu met ongeveer 1.300 zitplaatsen.